# لهيب بن مالك اللهبي
لُهَيب بن مالك اللهبي وقيل: لهب بن مالك اللهبي، وقيل: اللَّهَيَبيّ. هو صحابي جليل من الأنصار وَمحدث من رواة الحديث.

## روايته
قال أبو عمر: روى خبرًا عجيبًا في الكهانة وأعلام النبوة، وأورد العقيلي حديثَه؛ قال: أخبرنا عبد الله بن أحمد البلوي، أخبرني عمارة بن زيد، حدثني عبد الله بن العلاء عن أبي الشعشاع زنباع بن الشعشاع. حدثني أبي عن لُهيب بن مالك اللهبي؛ قال: حضرتُ عند رسول الله صلى الله عليه وآله وسلم فذكرتُ عنده الكهانة؛ قال: فقلت له: بأبي أنت وأمي؛ ونحن أول مَنْ عرف حراسة السماء وخبَر الشياطين، ومنعهم استراق السمع عند قَذْف النجوم؛ وذلك أنا اجتمعنا إلى كاهن لنا يقال له خطر بن مالك، وكان شيخًا كبيرًا قد أتَتْ عليه مائتا سنة وثمانون سنة، وكان مِنْ أعلم كهاننا فقلْنا له: يا خطر، هل عندك علمٌ من هذه النجوم التي يرمى بها، فإنا قد فزعنا وخِفنا سوءَ عاقبتنا؟ فقال:
عُودُوا إِلَى السَّحَرْ ائْتُونِي بِسَحَرْ
أُخْبِركُم الخَبَرْ ألخَيْرٍ أَمْ ضَرَرْ
أَمْ لأمْنٍ أَم حَذَرْ
قال فأتيناه في وَجْه السحر، فإذا هو قائم شاخص نحو السماء، فناديناه: يا خطر، يا خطر، فأومأ إلينا أنْ أمسكوا. فانقضَّ نجم عظيم من السماء، فصرخ الكاهن رافعًا صوته:
أَصَابَهُ
أَصَابَهُ خَامَرَه
عِقَابُهُ عَاجَلَهُ
عَذَابُهُ أحْرَقَهُ شِهَابُهُ
زَايَلَهُ جَوَابُهُ
وذكر بقية رَجزه وسجعه، ومن جملته:
أَقْسَمْتُ بِالْكَعْبَةِ وَالأرْكَانِ قَدْ مُنِعَ
السَّمْعَ عُتَاةُ الجَانِ
بِثَاقِبٍ بِكَفِّ ذِي سُلْطَانِ مِنْ أَجْلِ مَبْعُوثٍ عَظِيمِ الشَّانِ
يُبْعثُ بالتَّنْزِيلِ وَالفُرْقَانِ
وفيه قال: فقلنا له: وَيْحك يا خطر، إنك لتذكر أمرًا عظيمًا، فماذا ترى لقومك؟ قال:
أَرَى لِقَوْمِي مَا أَرَى لِنَفْسِي أَنْ يَتْبَعُوا خَيْرَ بَنِي الإِنْسِ
شِهَابُهُ مِثْلُ شُعَاعِ الشَّمْسِ
فذكر القصة؛ وفي آخرها فما أفاق خطر إلا بعد ثلاثة وهو يقول: لا إله إلا الله، فقال النبي صلى الله عليه وآله وسلم: «لَقَدْ نَطَقَ عَنْ مِثْلِ نُبُوَّة، وَإِنَّهُ لَيُبْعَثُ يَوْمَ الْقِيَامَةِ أُمةً وَحْدَهُ».
وقد جاء في رواية أخرى "فقلت: ويحك يا خطر، إنك لتذكُر أمرًا عظيمًا، فماذا ترى لقومك؟ فقال:
أَرَى لِقَومِي مَا أَرَى لِنَفْسِي إِنْ تَتْبَعُوا خَيْرَ نَبِيِّ الإِنْسِ
بُرْهَانُهُ مِثْلُ شُعَاعِ الشَّمْسِ يُبْعَثُ فِي مَكَّةَ دَارِ الحُمْسِِ
بِمُحْكَمِ التَّنْزِيلِ غَيْرِ اللّبْسِ
فقلنا له: يا خطر، وممن هو؟ فقال: والحياة والعيش، إنه لمن قريش، ما في حلمه طيش، ولا في خلقه طيش، يكون في جيش، وأي جيش، من آل قحطان وآل أيش. فقلنا: بَيّن لنا من أي قريش هو؟ فقال: والبيت ذي الدعائم. والركن والأحائم. إنه لمن نجل هاشم. من مَعْشَرٍ أكارم. يبعث بالملاحم. وقتل كلّ ظالم. ثم قال: هذا هو البيان. أخبرني به رئيس الجان. ثم قال: الله أكبر. جاء الحق وظهر. وانقطع عن الجن الخبر. ثم سكت وأغمي عليه، فما أفاق إلا بعد ثلاثة، فقال: لا إله إلا الله!".
وأخرجه أَبُو سَعْدٍ في «شرف المصطفى» مِنْ هذا الوجه، قال أبو عمر: إسناده ضعيف.